# Unwritten (película)
Unwritten es una película estadounidense de fantasía y suspenso de 2018, dirigida por Dale Neven, que a su vez la escribió, musicalizada por Ricardo Gerhard, en la fotografía estuvo Ryan Galvan y los protagonistas son Lorenzo Lamas, Ben Stobber y Mark Justice, entre otros. El filme fue realizado por Got Films y Neven Films; se estrenó el 28 de febrero de 2018.

## Sinopsis
Un aspirante a autor que sufre agorafobia, habita en una librería, cree que uno de los compradores habituales es en verdad el malvado de una de sus obras incompletas. En consecuencia, afronta sus temores para salvar a su hija y al planeta.